# Carmen Valbuena
Carmen Valbuena Piemonte (Santiago de Chile, 28 de septiembre de 1955) es una pintora, grabadora, curadora y catedrática chilena adscrita al arte contemporáneo y que ha incursionado principalmente, en el arte figurativo y la abstracción. Es hija de la también pintora Carmen Piemonte y pertenece, al grupo de artistas con discursos y propuestas visuales de la denominada «Generación del 80».

## Vida y obra
Se graduó de licenciatura en pintura de la Universidad de Concepción, que posteriormente complementó con estudios en dibujo en el Centro de Arte del Ministerio de Educación de Panamá; además, realizó un postgrado en Restauración y Conservación Patrimonial en la Pontificia Universidad Católica de Chile.
Fue parte del Taller 99 de Nemesio Antúnez, instancia en la que fue partícipe durante el período de Melchor Concha a partir de la década de 1990. Aquí, fue alumna de Jeff Sippel, Pablo Delfini, Daniel de Campos y Gabriela Villegas.
Exposiciones y distinciones
Ha participado en varias exposiciones individuales y colectivas durante su carrera, entre ellas la Bienal Internacional de Arte de Valparaíso  (1983), Bienal Ibero-Americana Domeq en el Museo de Bellas Artes de México (1994), I Bienal de Acuarela en Viña del Mar (1996), y las muestras 40 Años Taller 99 (1996) en el Museo Nacional de Bellas Artes de Bolivia, 6 Grabadores del 99 (1996) en el Museo Nacional del Grabado de Buenos Aires , Comisión de Derechos Humanos (1990), Mujeres en el Arte (1991), 50 Años Taller 99 (2006) —donde además, fue curadora— y A pliego completo, Muestra de Grabado de las artistas Isabel Cauas, Magdalena Ludwig, Antonia Téllez y Carmen Valbuena (2012) en el Museo Nacional de Bellas Artes de Chile, entre otras exposiciones en Chile, América Latina y Estados Unidos.